# Zamek Schoenfels

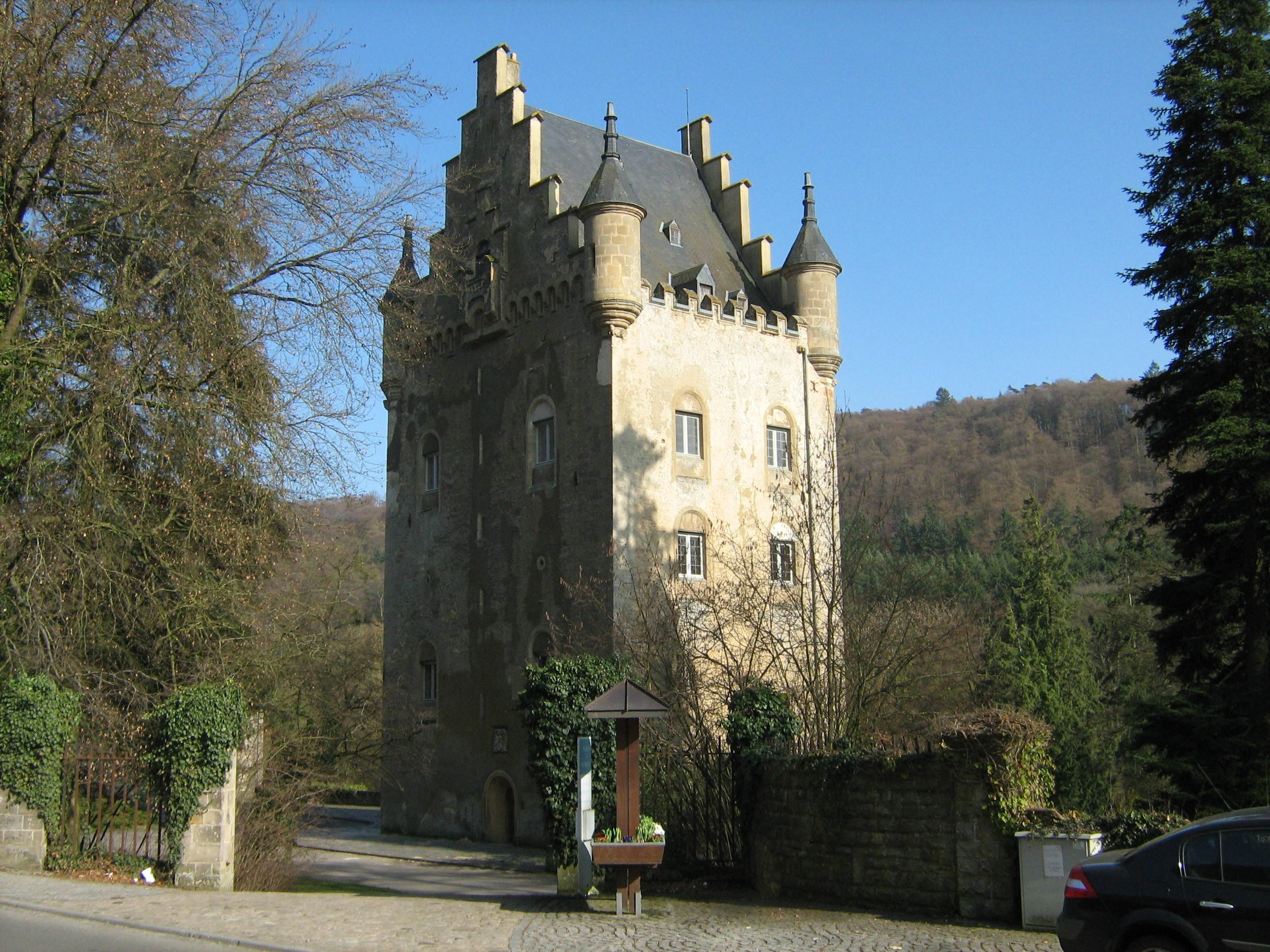
Donżon zamku Schoenfels, 2011

Zamek Schoenfels (fr. Château de Schoenfels) – zamek we wsi Schoenfels nad rzeką Mamer w gminie Mersch w Luksemburgu; jeden z siedmiu zamków w „dolinie siedmiu zamków”.

## Położenie
Zamek znajduje się we wsi Schoenfels nad rzeką Mamer w gminie Mersch, ok. 5 km od Mersch i 20 km od miasta Luksemburg. 

## Historia
Pierwsza wzmianka o wsi Schoenfels – Scindalasheim – pochodzi z 846 roku. Jej nazwa pochodzi prawdopodobnie od słowa scindula (pol. „gont”) lub od słowa Schinder (pol. „dekarz”). W XII w. wzmiankowano również Theodoriusa de Schonevelsa. 
W 1292 roku Friedrich von Schoenfels wzniósł umocnioną siedzibę, która następnie przeszła w ręce właścicieli Ansemburga a później właścicieli Sassenheim. Na początku XVI w. zamek należał do Henriego Schloedera von Lachena. 
W 1683 roku wojska francuskie rozebrały jego umocnienia. Wieś wraz z zamkiem doszczętnie spłonęła 22 czerwca 1690 roku. 
W 1813 roku majątek w Schoenfels został sprzedany, a nowym właścicielem został Jean-Baptiste Thorn (1783–1841), późniejszy gubernator belgijskiej prowincji Luksemburga w latach 1831–1839. W 1840 roku zamek został sprzedany ponownie – senatorowi belgijskiemu J. Englerowi, który dwa lata później przekazał zamek swojemu zięciowi baronowi A. Goethalsowi. W 1870 roku obok wieży zamkowej Goethals wzniósł rezydencję (zburzoną w 1976 roku). Kolejnym właścicielem Schoenfels była rodzina Van den Poll z Hagi, która w 1948 roku sprzedała majątek wraz z okolicznymi lasami handlarzowi drewnem Camille'owi Weissowi. 
W 1971 roku zamek przeszedł w ręce państwa. Obiekt jest zamknięty dla zwiedzających. 
Schoenfels jest jednym z siedmiu zamków w „dolinie siedmiu zamków” – w dolinie rzeki Eisch.

## Architektura
Ze średniowiecznej warowni nie zachowały się żadne pozostałości. Z zamku ostał się donżon – potężna wieża (17 × 13 m) wznosząca się na wysokość 21 m. Donżon zdobią cztery narożne wieżyczki.
W XIX w. gmach został przebudowany w stylu neogotyckim. 